# 王玉芝
王玉芝（1954年—），吉林四平人，汉族，中华人民共和国政治人物、全国人民代表大会吉林地区代表。
毕业于哈尔滨工业大学工业与民用建筑专业，現為嘉源建築工程諮詢有限公司董事長。加入中国民主建国会，担任吉林省四平市政协副主席、民建四平市主委。2008年起担任全国人大代表。2013年，被选为全国人大代表。